# 阿蒂卡 (紐約州村)
阿蒂卡（英語：Attica）是位於美國紐約州傑納西縣及懷俄明縣的村。

## 人口
根據2020年美國人口普查的數據，阿蒂卡的面積為4.38平方千米，皆為陸地。當地共有人口2450人，而人口密度為每平方千米559人。